# Лошевка
Лошевка (укр. Лошівка) — река в Шептицком районе Львовской области Украины. Левый приток реки Стыр (бассейн Днепра).
Длина реки 12 км, площадь бассейна 34,1 км². Русло слабоизвилистое, на значительной протяженности выпрямленное и канализированное, пойма широкая.
Берёт начало западнее села Завидче. Течёт на восток. Впадает в Стыр западнее села Сморжов.